# Going All the Way
Going All the Way (bra: Indo Até o Fim) é um filme estadunidense de comédia dramática de 1997, dirigido por Mark Pellington. O filme foi escrito por Dan Wakefield, baseado em seu romance de 1970 e estrelado por Jeremy Davies, Ben Affleck, Rachel Weisz, Amy Locane e Rose McGowan. O filme foi filmado em Indianapolis, Indiana, cenário do romance autobiográfico de Wakefield.
Going All the Way foi indicado a dois prêmios no Festival Sundance de Cinema de 1997, ganhando um "Reconhecimento Especial" pela diretora de arte Thérèse DePrez. McGowan, que participou do Sundance para promover o filme, alegou que Harvey Weinstein a estuprou durante o festival naquele ano.
A trilha sonora original foi lançada na Verve Records em setembro de 1997 (Verve 314 537 908-2), incluindo a música "Tangled and Tempted", co-escrita para o filme pelo cantor/compositor/produtor de Indianapolis, Tim Brickley.[carece de fontes?]

## Sinopse
Dois jovens voltam para casa em Indianápolis depois de servirem no Exército dos Estados Unidos durante a Guerra da Coréia e buscam amor e realização no centro da América durante os conservadores anos 50.[carece de fontes?]

## Elenco principal
| Actor             | Role                   |
| ----------------- | ---------------------- |
| Jeremy Davies     | Williard "Sonny" Burns |
| Ben Affleck       | Tom "Gunner" Casselman |
| Amy Locane        | Buddy Porter           |
| Rachel Weisz      | Marty Pilcher          |
| Rose McGowan      | Gale Ann Thayer        |
| Jill Clayburgh    | Alma                   |
| Lesley Ann Warren | Nina                   |

## Recepção crítica
Stephen Holden do The New York Times não se importou com o filme, especialmente com a direção de Pellington:
| “ | Quando um cineasta se sente compelido a divulgar uma história através de caricaturas e truques visuais expressionistas, geralmente é um sinal de desconfiança no drama inerente ao material. Em Going All the Way, uma vistosa adaptação cinematográfica do popular romance de Dan Wakefield, de 1970, sobre crescer no coração da década de 1950 reprimida, Mark Pellington, diretor do mundo do videoclipe, inflou um livro de memórias realista para uma enfeitada sátira social hipercinética. | ” |

Roger Ebert do Chicago Sun-Times deu ao filme 3 de 4 estrelas:
| “ | Going All the Way é um filme mais profundo e inteligente do que parece à primeira vista. Muito de sua força depende do desempenho implodente de Jeremy Davies. | ” |